# Chinamiris ovatus
Chinamiris ovatus är en insektsart som beskrevs av Alan C. Eyles och Carvalho 1991. Chinamiris ovatus ingår i släktet Chinamiris och familjen ängsskinnbaggar. Inga underarter finns listade i Catalogue of Life.